# Fliegerhorst Kaufbeuren

i7
i11
i13
Der Fliegerhorst Kaufbeuren ist ein seit 1935 bestehender Militärflugplatz der Luftwaffe der Wehrmacht und später der Luftwaffe der Bundeswehr am Rand von Kaufbeuren in Bayern.

## Lage
Der Fliegerhorst liegt auf einer Anhöhe über Kaufbeuren. Von seinen 231 Hektar Fläche liegen 216 Hektar in Kaufbeuren, 15 Hektar gehören zur Flur der Gemeinde Ruderatshofen. Auf dem Gelände stehen rund 190 Gebäude mit einer Fläche von rund 160.000 m². Neben 16 Hörsaal- und 25 Unterkunftsgebäuden gibt es 15 Ausbildungshallen, 30 Lagerhallen, 17 Verwaltungs- und 6 Betreuungsgebäude. Daneben existieren über das Gelände verteilt noch eine Vielzahl flugplatztypischer kleinerer und mittlerer Gebäude. Außerhalb des umzäunten Areals existieren weitere Unterkunfts- und Sozialgebäude an der Apfeltranger Straße, die derzeit von Bundeswehrpersonal genutzt werden.

## Geschichte

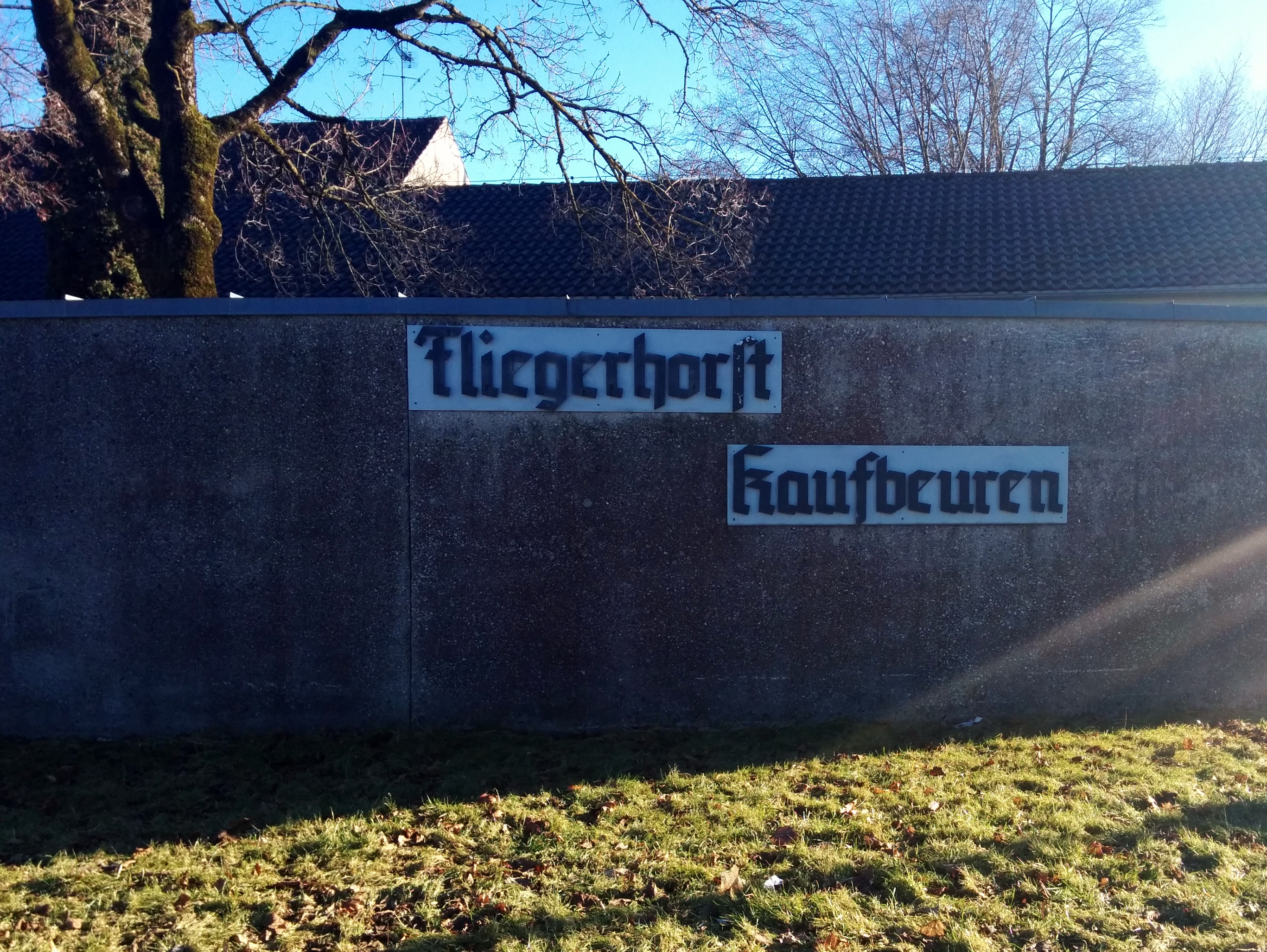
Fliegerhorst Kaufbeuren

Im Jahr 1934 verkaufte die Stadt Kaufbeuren dem Deutschen Reich das Grundstück an der Apfeltrangerstraße, auf dem sich bisher das „Tänzelhölzle“, ein kleines Waldstück mit dem Tänzelfest-Tanzplatz mit einem Labyrinth befand. Noch 1934 wurde mit dem Bau begonnen, beschäftigt war unter anderem der Reichsarbeitsdienst. Die ersten Rekruten wurden am 29. Oktober 1935 von Bürgermeister Hans Wildung und anderen Stadthonoratioren offiziell begrüßt. Das erste Stammpersonal der neu errichteten Fliegerausbildungsstelle Kaufbeuren traf am 16. September 1935 in der Anlage ein. Erster Kommandeur einer Fliegerersatzabteilung war der spätere Kaufbeurer Oberbürgermeister Karl David (ab 1938: Karl Deinhardt), der erst wenige Wochen zuvor zum Oberstleutnant ernannt wurde. Stationiert waren ab 1. Oktober 1936 die Flieger-Ersatz-Abteilung 25, die zum 1. November 1938 zur Flieger-Ersatz-Abteilung 23 wurde, beide unter der Leitung Deinhardts. Zum 1. April 1939 wurde das Flieger-Ausbildungs-Regiment 23 gebildet, das aus dem I. Ausbildungs-Bataillon der Flieger-Ersatz-Abteilung 23 sowie der Flugzeugführerschule Kaufbeuren bestand.
Auf dem Fliegerhorst Kaufbeuren wurde in der Vorkriegszeit international ausgebildet: 1938 befanden sich Spanier und Rumänen, 1939 noch Bulgaren zur Schulung auf dem Fliegerhorst.
Neben der Ausbildungseinheit war auf dem Fliegerhorst eine Fliegerhorstkompanie zur Bewachung, Erdverteidigung, Flugabwehr und Versorgung der Fliegenden Kräfte stationiert. Im November 1939 wurden die Fliegerausbildungseinheit und die Flugzeugführerschule verlegt. Das Ausbildungsbataillon wurde nach Döberitz-Elsgrund, die Flugzeugführerschule nach Jüterbog-Damm verlegt, stattdessen wurde ein Transportverband auf dem Fliegerhorst stationiert. Von Mai 1940 bis zum Kriegsende war die Flugzeugführerschule dann wieder in Kaufbeuren stationiert. Das Fliegerausbildungsbataillon kam im Juni 1940 nach Kaufbeuren zurück und wurde im Sommer 1942 nach Belfort und Montbéliard verlegt. Die Nachfolge trat nun ein Ersatzbataillon an, das für Ergänzung von Material und Personal des Afrikakorps zuständig war. Zeitgleich kamen Soldaten von der nordafrikanischen Front zur Erholung nach Kaufbeuren. Von April bis Juni 1942 wurde in Kaufbeuren die im November 1941 aufgelöste Verbindungsstaffel 62 neu zusammengestellt, die am 14. Juni 1942 an die südrussische Front flog. Von August bis Oktober 1944 lag hier die III./KG 26 (III. Gruppe des Kampfgeschwaders 26).
Der Fliegerhorst war auf den Karten der alliierten Luftstreitkräfte bezeichnet, war aber im gesamten Kriegsverlauf nur als Ersatzziel angegeben und blieb zusammen mit der Stadt Kaufbeuren von größeren Luftangriffen verschont. Die Luftüberwachung wurde von der rund einen Kilometer entfernten „Skihütte“ in Oberbeuren gesteuert. In dem erhöht an einem Hang stehenden Gebäude war die Flugmelde- und Auswertungsstelle stationiert. Diese sollte die Fliegerhorstbesatzung vor anfliegenden feindlichen Flugzeugen warnen. Der Fliegerhorst wurde in diesem Falle geräumt und die Skihütte als Befehlsstand der kommandierenden Offiziere benutzt.

### Kriegsende und Übernahme durch die US Air Force
Die Flugzeugführerschule wurde am 2. April 1945 offiziell aufgelöst, aus den noch anwesenden Soldaten wurde ein Kampfbataillon gebildet. Am Vormittag des 27. April 1945 wurde der Fliegerhorst komplett geräumt. Die amerikanischen Bodentruppen fanden einen verlassenen, aber weitgehend intakten Fliegerhorst vor.
Nach dem Zweiten Weltkrieg wurde der Advanced Landing Ground ALG R-70, so die ursprüngliche alliierte Bezeichnung, nach Besetzung durch die Amerikaner, als „Kaufbeuren Air Base“ von den United States Army Air Forces (ab 1947 United States Air Force) genutzt. Die Anlage wurde am 14. Dezember 1957 an die Bundesrepublik Deutschland übergeben und weiterhin als Fliegerhorst für die neugegründete Bundeswehr genutzt.

### Weiterbetrieb als Technische Schule der Bundeswehr
Bereits 1956 nahm die Technische Schule „K“ in Kaufbeuren den Ausbildungsbetrieb auf, die am 22. November 1956 in Technische Schule der Luftwaffe 1 (TSLw 1) umbenannt wurde. Mit einem Appell im niedersächsischen Faßberg am 18. Dezember 2013 wurde die TSLw 1 aufgelöst und zusammen mit der TSLw 3 zum Technischen Ausbildungszentrum der Luftwaffe (TAusbZLw) zusammengeführt. Der Fliegerhorst Kaufbeuren samt Personal fungiert ab 1. Januar 2014 als „Außenstelle Süd“ des TAusbZLw.
Die Planung sah einen mehrfach hinausgeschobenen Umzug der Außenstelle nach Lagerlechfeld zuletzt für 2028 vor.
Im August 2019 gab das Bundesministerium der Verteidigung bekannt, dass die Liegenschaft im Rahmen der Trendwenden Personal und Material nicht aufgegeben wird. Zusätzlich soll nun der Standort Basis eines Sanitätsregiments und einer Feldjägerkompanie werden. Die Entscheidung für den Erhalt des Fliegerhorstes Kaufbeuren hat für die Stadt Kaufbeuren eine enorme Bedeutung. Die Bundeswehr ist einer der größten Arbeitgeber in der Stadt.

## Nutzung
Aktuell beherbergt die Anlage das Technische Ausbildungszentrum der Luftwaffe, Abt. Süd und wird vom örtlichen Luftsportverein Kaufbeuren e. V. für Sport- und Segelfliegerei genutzt. Die Polizei nutzt den Standort als Standort für einen ihrer Hubschrauber. Militärischer Flugbetrieb findet nur noch in Ausnahmefällen statt.

## Konzept zur zukünftigen Nutzung
Flugsicherungsausbildung der Bundeswehr: Die Ausbildung für die militärische Flugsicherung (Tower und Radar, sowie Flugberatung und Flugbetrieb) wurde am 1. Januar 2017 vom Technischen Ausbildungszentrum der Luftwaffe am Fliegerhorst Kaufbeuren an die hierfür neu gegründete Kaufbeuren ATM Training GmbH (Tochter der DFS Deutsche Flugsicherung GmbH) übertragen, welche seither im Rahmen einer öffentlich-privaten Partnerschaft in Kooperation mit der Bundeswehr die Aus- und Weiterbildung sämtlichen militärischen Flugsicherungspersonals durchführt.
Aus einer Antwort des Verteidigungsministeriums auf eine Anfrage von MdB Stephan Stracke (CSU) geht hervor, dass Teile der bisher in Lechfeld stationierten Radargeräteausbildung am Fliegerhorst Kaufbeuren etabliert werden.
Zudem wird die zur Abteilung Süd des Technischen Ausbildungszentrums der Luftwaffe (Abt Süd TAZLw) gehörenden Lehrmittelwerkstatt der Luftwaffe (LmWLw) vom bisherigen Standort Fürstenfeldbruck nach Kaufbeuren verlagert. Die technische Ausbildung am Waffensystem Tornado (TOR) verbleibt bis mindestens 2028 in Kaufbeuren. Anfang 2021 kam nach einer Untersuchung der Wirtschaftlichkeit dann – nach maßgeblicher Unterstützung durch Generalleutnant Ingo Gerhartz als Luftwaffeninspekteur – die sehnlichst erhoffte ministerielle Festlegung, auch die technische Ausbildung am Eurofighter (EF) in Kaufbeuren zu belassen, wodurch der Standort seine Expertise in der Ausbildung von Strahlflugzeugen behält.